# 성춘향 (1987년 영화)
"성춘향"은 1987년에 개봉한 대한민국의 영화이다.

## 캐스팅
- 이나성 : 성춘향 역
- 김성수 : 이몽룡 역
- 연규진 : 변학도 역
- 사미자 : 월매 역
- 김성찬 : 방자 역
- 곽은경 : 향단 역
- 김성원
- 김하림
- 박진희
- 오영화
- 장혁
- 윤일주
- 이예성
- 박일
- 추석양
- 김기범
- 최삼
- 주상호
- 박종설
- 전숙
- 김대현
- 이화진
- 백송
- 최신영
- 박예숙
- 김종칠
- 강희주
- 김신명
- 성명순
- 최연수
- 한명환
- 김대규
- 길달호
- 서평석